# Segunda División Peruana 1950
La Segunda División Peruana 1950, la 8ª edición del torneo, fue jugada por ocho equipos y fue organizada por la Asociación No Amateur. 
El ganador del torneo, Unión Callao, logró el ascenso a la Primera División de 1951. No hubo descenso.

## Ascensos y descensos
| Posición | Ascendido a Primera División 1950 |
| -------- | --------------------------------- |
| 1º       | Jorge Chávez                      |
| 2º       | Ciclista Lima                     |

| Posición | Descendido de Primera División 1949 |
| -------- | ----------------------------------- |
|          | No hubo                             |

| Posición | Ascendido de Liga Regional 1949 |
| -------- | ------------------------------- |
| 1º       | Unión Carbone                   |
| 2º       | Porvenir Miraflores             |

| Posición | Descendido a Liga Regional 1950 |
| -------- | ------------------------------- |
|          | No hubo                         |

## Equipos participantes
| Club                   | Ciudad     |
| ---------------------- | ---------- |
| Association Chorrillos | Chorrillos |
| Atlético Lusitania     | Lima       |
| Carlos Concha          | Callao     |
| Defensor Arica         | Lima       |
| Porvenir Miraflores    | Miraflores |
| Santiago Barranco      | Barranco   |
| Unión Callao           | Callao     |
| Unión Carbone          | Lima       |

## Tabla de posiciones
| Pos. | Club                   | PJ | PG | PE | PP | GF | GC | DG  | Pts. |
| ---- | ---------------------- | -- | -- | -- | -- | -- | -- | --- | ---- |
| 1    | Unión Callao           | 14 | 11 | 2  | 1  | 47 | 18 | +29 | 24   |
| 2    | Association Chorrillos | 14 | 8  | 4  | 2  | 38 | 24 | +14 | 20   |
| 3    | Unión Carbone          | 14 | 7  | 3  | 4  | 39 | 31 | +8  | 17   |
| 4    | Defensor Arica         | 14 | 6  | 2  | 6  | 49 | 41 | +8  | 14   |
| 5    | Atlético Lusitania     | 14 | 5  | 2  | 7  | 23 | 35 | −12 | 12   |
| 6    | Porvenir Miraflores    | 14 | 4  | 2  | 8  | 26 | 38 | −12 | 10   |
| 7    | Carlos Concha          | 14 | 4  | 1  | 9  | 29 | 39 | −10 | 9    |
| 8    | Santiago Barranco      | 14 | 2  | 2  | 10 | 22 | 46 | −24 | 6    |

|  | Campeón y ascendido a la Primera División de 1951 |

## Resultados
| Local \ Visitante      | ACH | LUS | CON | DAR | POR | SAN | CRB | UNI |
| ---------------------- | --- | --- | --- | --- | --- | --- | --- | --- |
| Association Chorrillos |     | 4–2 | 3–1 | 3–2 | 3–2 | 3–1 | 4–3 | 2–2 |
| Atlético Lusitania     | 2–1 |     | 1–3 | 2–1 | 2–2 | 3–1 | 2–1 | 1–3 |
| Carlos Concha          | 0–0 | 5–0 |     | 1–7 | 2–1 | 0–1 | 0–4 | 1–4 |
| Defensor Arica         | 2–4 | 5–2 | 6–5 |     | 2–1 | 8–2 | 1–5 | 4–6 |
| Porvenir Miraflores    | 2–7 | 4–2 | 3–0 | 1–2 |     | 2–1 | 2–3 | 0–4 |
| Santiago Barranco      | 1–1 | 3–2 | 1–6 | 4–4 | 1–3 |     | 2–4 | 0–2 |
| Unión Carbone          | 3–2 | 1–1 | 4–3 | 3–3 | 2–2 | 4–2 |     | 1–3 |
| Unión Callao           | 1–1 | 1–2 | 3–1 | 2–1 | 7–1 | 4–2 | 5–1 |     |

## Nota
1. ↑  No hubo descenso por el incremento del número de equipos participantes a 10 en la Primera División 1950.
2. ↑  No hubo descenso de ningún equipo en la Segunda División 1949 para mantener el número de equipos participantes en ocho.